# Pyramide du système capitaliste

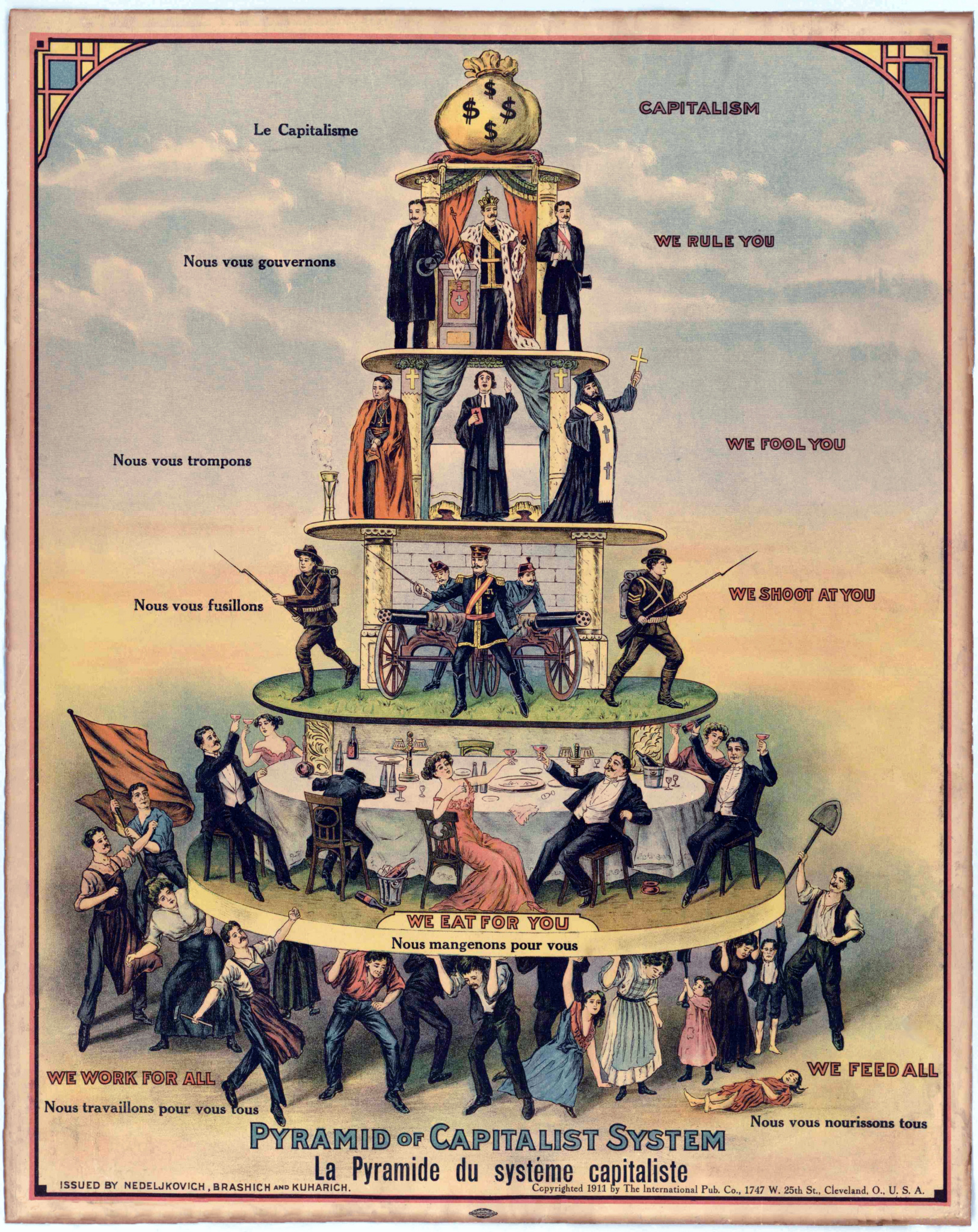
Le dessin américain de 1911

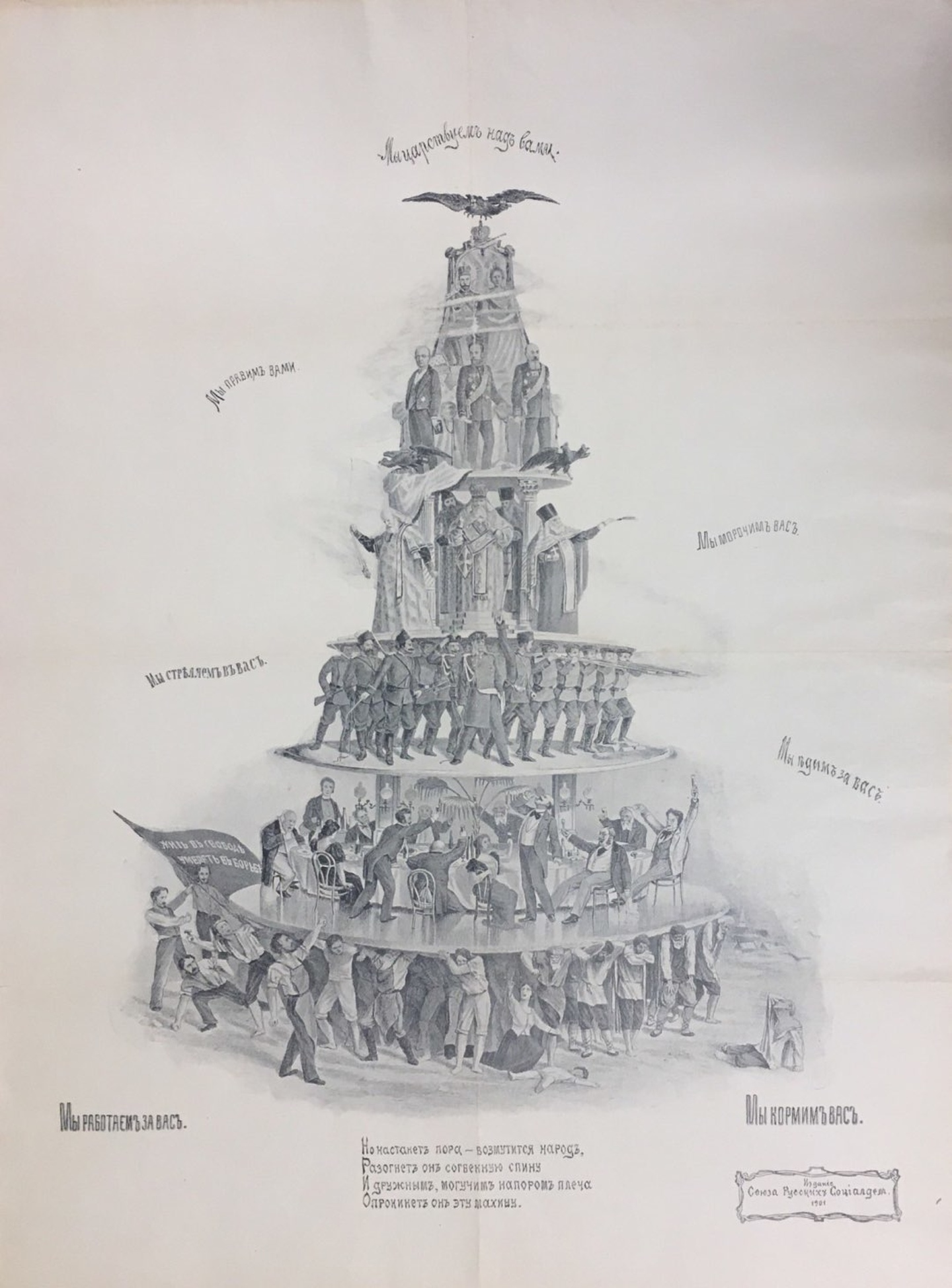
Pyramide sociale de Nicolas Lokhoff, 1901

Pyramide du système capitaliste (Pyramid of Capitalist System) est une caricature américaine critique du capitalisme publiée en 1911, inspirée d'un dépliant russe de c. 1901. Le graphique met l'accent sur la stratification sociale par classe sociale et les inégalités économiques. L'œuvre est décrite comme « célèbre », « bien connue et largement reproduite ». Il en existe un certain nombre d'œuvres dérivées.
Elle est publiée dans l'édition de 1911 de l'Industrial Worker (The International Publishing Co., Cleveland, Ohio, États-Unis), un journal des Industrial Workers of the World, et il est attribué à Nedeljkovich, Brashich, & Kuharich,,.

## Description
L'image montre une pyramide sociale ou une hiérarchie, avec les quelques riches en haut et les masses appauvries en bas. Couronné d'un sac d'argent (en) représentant le capitalisme, la couche supérieure, « nous vous gouvernons », est occupée par les dirigeants de la royauté et de l'État. En dessous se trouvent le clergé (« nous vous trompons »), suivi par les militaires (« nous vous tirons dessus ») et la bourgeoisie (« nous mangeons pour vous »). Le bas de la pyramide est tenu par les travailleurs (« nous travaillons pour tous ... nous nourrissons tous »),,,.

## Histoire
Le dessin est basé sur la caricature de Nicolas Lokhoff (en) de 1901 de la hiérarchie de l'Empire russe par l'Union des socialistes russes,. L'image originale montrait des travailleurs soutenant la pyramide sur leur dos, avec la strophe : « Le temps viendra où les gens dans leur fureur redresseront leur dos courbé et feront tomber la structure avec une puissante poussée de leurs épaules ». Les différences notables entre l'original russe de 1900 et la version dérivée américaine de 1911 incluent le remplacement de l'aigle noir de l'Empire russe par un sac d'argent, le tsar russe et la tsarine par un trio plus générique de figures (un monarque et des chefs d'État en costume), deux des trois clergés orthodoxes avec un cardinal catholique et un ministre protestant, et l'armée de l'Empire russe avec un groupe de soldats plus générique ; les travailleurs ne sont plus courbés et aucune strophe révolutionnaire n'est présente. Sur les deux images, un enfant ou un enfant travailleur tombé symbolise le sort des travailleurs. Un autre élément partagé est un drapeau rouge hissé parmi les travailleurs, symbolisant l'émergence du mouvement socialiste.

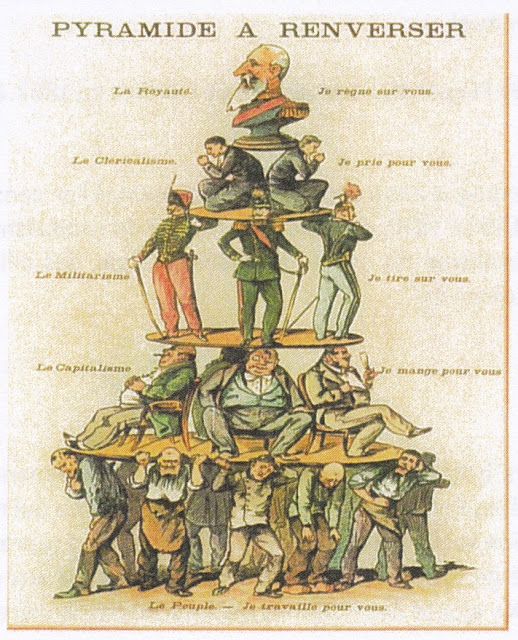
« Pyramide à renverser », affiche électorale du Parti ouvrier belge, 1900.

Une affiche avec un motif similaire était utilisé en 1900 déjà par le Parti ouvrier belge, pendant sa campagne électorale de 1900. Au sommet de cette affiche figure Léopold II.

## Signification
Le message de base de l'image est la critique du système capitaliste, avec sa hiérarchie de pouvoir et de richesse. Cela montre également que la classe ouvrière soutient toutes les autres et si elle retirait son soutien du système, elle pourrait littéralement renverser l'ordre social existant. Ce type de critique du capitalisme est attribué au socialiste français Louis Blanc.